# Битка код Светог Готхарда (1664)
Битка код Светог Готхарда била је део аустријско-турског рата (1663-1664). Сентготхард (мађ. Szentgotthárd) је место у западној Мађарској код којег је 1664. хришћанска војска разбила турске снаге.

## Битка
Велики везир, Кеприли-Заде Фадил Ахмед-паша са око 120.000 људи избио је 29. јула 1664. код Сентготхарда на десну обалу реке Рабе (мађ. Rába). На левој обали реке налазила се хришћанска војска (око 65.000 људи) на челу са аустријским фелдмаршалом Рајмундом Монтекуколијем. Турци су ноћу 1. августа делом снага посели неприметно небрањени пошумљени спруд у реци, испред противниковог центра, одакле су у зору прешли у напад и одбацили центар хришћанске војске. Међутим, напад турске коњице (спахија) на хришћанско десно крило, одбијен је. Монтекуколи је затим прешао у напад са оба крила, па су турске снаге, које су прешле реку Рабу, делом уништене, а делом потиснуте на десну обалу реке. Кеприли је покушао да с оба крила пређе реку и реши битку у своју корист, али у томе није успео. Разбијене турске снаге почеле су се око 16 часова повлачити према својим логорима.

## Последице
Хришћани их нису гонили и Турци су се тек 6. августа повукли према Вашвару (мађ. Vasvár), где је 10. августа склопљен мир. Код Сентготхарда Турци су изгубили 14.000 (8.000 се удавило), а хришћани 2.000 људи.